# Roger Battaglia

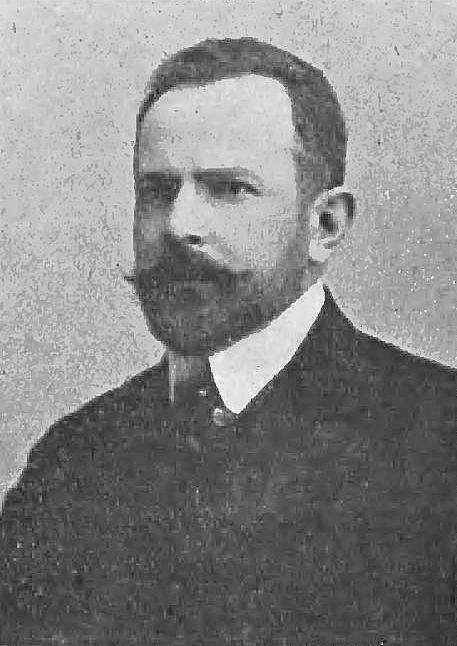
Roger Battaglia (1873–1950) – polnisch-österreichischer Jurist, Ökonom und Abgeordneter

Roger Battaglia, bis 1919 Freiherr von Battaglia, (* 9. Oktober 1873 in Bochnia, Österreich-Ungarn; † 17. Mai 1950 in Krakau) war ein österreichisch-polnischer Jurist, Ökonom und Abgeordneter der XI. Legislaturperiode des österreichischen Abgeordnetenhauses.

## Leben
Er studierte an der Universität Lemberg, wo er das Doktorat der Rechtswissenschaften vor 1900 erhielt. Noch während der Studienzeit begann er ökonomische Abhandlungen zu veröffentlichen, als erste Grundriss des allgemeinen modernen Auswanderungsrechtes (1897). Früh engagierte er sich in der Politik Galiziens. 1905 ist in Lemberg seine Abhandlung Rzecz o propinacyi (Über die Propination) erschienen. Das war der Anfang seiner Beschäftigung mit den Problemen der Monopolwirtschaft. Er wurde zum Abgeordneten der XI. Legislaturperiode des österreichischen Abgeordnetenhauses aus den Bezirken Tarnów und Bochnia gewählt. 1910 schloss er sich der polnischen National-Demokratischen Partei, der auch viele andere polnische Abgeordnete angehörten, die er aber bald verließ.
Roger Battaglia heiratete Kazimiera geb. Kirchmayer und wurde am 5. April 1903 Vater vom Sohn Roman Roger Adam Maria Guido.
Während des Ersten Weltkrieges beschäftigte sich er mit der Ökonomie und veröffentlichte 1917 in Wien das Werk Ein Zoll – und Wirtschaftsbündnis zwischen Österreich-Ungarn und Deutschland. 1918 siedelte er nach Krakau um und wurde Direktor des Zentralen Verbandes der Galizischen Fabrikindustrie (Centralny Związek Galicyjskiego Przemysłu Fabrycznego). Er verwarf die politische Tätigkeit und widmete sich dem Aufbau der polnischen Wirtschaft. Nach dem Maiputsch 1926 wurde er Mitglied der Begutachtungskommission des Ministerrates, die bis 15. April 1927 bestand. Nach dem Zweiten Weltkrieg veröffentlichte er noch das Buch Przemysł i handel w Małopolsce Zachodniej w latach 1850–1950 (Industrie und Handel im Westlichen Kleinpolen in den Jahren 1850–1950).

## Werke (Auswahl)
- Die wirtschaftliche Annäherung zwischen den Zentralmächten und die wirtschaftliche Zukunft Polens. Band 1: Ein Zoll- und Wirtschaftsbündnis zwischen Österreich-Ungarn und Deutschland; mit einem vorw. von Ladislaus Leopold von Jaworski. W. Braumüller, Wien 1917
- Aktywizacja bilansu handlowego. Praca nagrodzona pierwszą nagrodą na konkursie Izby Przemysłowo-Handlowej w Poznaniu.  Izba Przemysłowo-Handlowa, Poznań 1930
- Boy (próba syntezy). W. L. Anczyc, Kraków 1918
- Odbudowa i uruchomienie gospodarstwa społecznego w Polsce; Centralny Instytut Kredytowy państwa polskiego (szkice programów oraz projekty ustaw). Centr. Związek Galicyjskiego Przemysłu Fabrycznego, Kraków 1919
- Dobrobyt społeczeństwa a wychowanie. Trzy szkice Warszawa. Wyd. z subwencji Izby Przemysłowo-Handlowej w Warszawie : z funduszu im. Piotra Drzewieckiego, [1932]
- Kryzys i metakryzys. Rolnicza Drukarnia i Księgarnia Nakładowa, Poznań 1933
- Najważniejsze aktualne zagadnienia gospodarcze i gospodarczo-polityczne w Polsce. Cz. 1, 2 i 3, Koło Uczniów i Absolwentów Szkoły Nauk Politycznych, Kraków 1939
- Nowe drogi w polityce. Od narodowej demokracyi do zjednoczenia demokratycznego! Amicus. "Zjednoczenie Demokratyczne", Lwów 1910
- O programie gospodarczym Polski oraz o warunkach rozwoju poszczególnych gałęzi wytwórczości. Bank Gospodarstwa Krajowego, Warszawa 1918
- Organizacja opracowywania zagranicznych rynków zbytu. Związek Izb Przemysłowo-Handlowych R.P., Warszawa 1937
- Państwo a kartele, koncerny i trusty. przyczynki i materiały Warszawa : Wydawnictwo Izby Przemysłowo-Handlowej, 1929
- Rzecz o propinacyi / Idris. Drukarnia Słowa Polskiego, Lwów 1905
- Stan obecny przemysłu wielkiego i średniego w Galicyi. s.n., Lwów [ca. 1912]
- Traktaty handlowe a Galicya Lwów. Centr. Związek Gal. Przemysłu Fabr., 1904
- W obronie aktywności bilansu handlowego. Izba Przemysłowo-Handlowa, Warszawa 1931
- Zagadnienie kartelizacji w Polsce (ceny a kartele). Cz. 1–2, Izba Przemysłowo-Handlowa, Warszawa 1933